# Liste der Museen in Coburg
Die Liste der Museen in Coburg gibt einen Überblick über aktuelle und ehemalige Museen in der kreisfreien Stadt Coburg in Bayern.

## Aktuelle Museen
| Name                             | Kurzbeschreibung | gegründet/ eröffnet | Träger                         | Standort                        | Bild           | Link |
| -------------------------------- | --- | ------------------- | ------------------------------ | ------------------------------- | -------------- | ---- |
| Deutsches Schützenmuseum         | Das Museum dokumentiert die Geschichte des Schützenwesens und des Deutschen Schützenbundes seit seiner Gründung im Jahr 1861.                                                                               | 14. Mai 2004        | Deutscher Schützenbund e. V.   | Schloss Callenberg              |                |      |
| Grabungsmuseum Kirchhof          | Die Ausstellung zeigt beim Bau des Coburger Ämtergebäudes freigelegte Fundamente der Kapelle der Coburger Benediktinerpropstei, hochmittelalterliche Gräber und weitere Fundstücke.                         | 1994                | Stadt Coburg                   | Untergeschoss des Ämtergebäudes |                |      |
| Kunstsammlungen der Veste Coburg | Die Sammlung umfasst altdeutsche Gemälde, Skulpturen und Kunsthandwerk, Münzen und Medaillen, Waffen und Rüstungen sowie Kutschen und Schlitten, die in den historischen Räumen der Veste ausgestellt sind. | 1839                | Coburger Landesstiftung        | Veste Coburg                    | weitere Bilder |      |
| Naturkunde-Museum Coburg         | Das Museum zeigt vielfältige Exponate zur Erdgeschichte, Pflanzen- und Tierwelt, Evolution und Entwicklung des Menschen sowie Völkerkunde.                                                                  | 1844                | Coburger Landesstiftung        | Hofgarten                       | weitere Bilder |      |
| Schlossmuseum                    | Im Schloss Ehrenburg können die Prunk- und Privaträume der Coburger Herzöge mit weitgehend originaler Ausstattung und einer Gemäldesammlung im Rahmen einer Führung besichtigt werden.                      |                     | Bayerische Schlösserverwaltung | Schloss Ehrenburg               |                |      |

## Ehemalige Museen
| Name                  | Kurzbeschreibung | gegründet/ eröffnet | geschlossen/ aufgelöst | Träger       | Standort                                  | Bild | Link |
| --------------------- | --- | ------------------- | ---------------------- | ------------ | ----------------------------------------- | ---- | ---- |
| Coburger Puppenmuseum | Das aus einer privaten Sammlung entstandene Museum zeigte eine Vielzahl historisch wertvoller Puppen und Puppenhäuser. Die Exponate sollen an anderer Stelle wieder ausgestellt werden. | 1987                | 1. Jan. 2023           | Stadt Coburg | !550.2579345510.9666005 50.257934 10.9666 |      |      |